# Gare de Rolleville
La gare de Rolleville est une ancienne gare ferroviaire française de la ligne du Havre-Graville à Tourville-les-Ifs, située sur le territoire de la commune de Rolleville, dans le département de la Seine-Maritime, en région Normandie.
C'est une halte de la Société nationale des chemins de fer français (SNCF), qui n'est plus desservie depuis septembre 2024.

## Situation ferroviaire
Établie à 38 mètres d'altitude, la gare de Rolleville est située au point kilométrique (PK) 233,346 de la ligne du Havre-Graville à Tourville-les-Ifs (fermée), entre les gares d'Épouville et de Turretot - Gonneville.

## Histoire
La gare de Rolleville est mise en service en 1896, par la Compagnie des chemins de fer de l'Ouest (Ouest), lorsqu'elle ouvre à l'exploitation sa ligne de Montivilliers aux Ifs en prolongement de sa ligne du Havre (Harfleur) à Montivilliers. Cela permet de rejoindre les gares du Havre, d'Étretat, de Fécamp et de Dieppe.
Le 3 septembre 2001, la relation TER qui dessert la gare a pris le nom de « Lézard'express régionale (LER) » (car la ligne suit la vallée de la Lézarde). Bien qu'elle soit exploitée par la SNCF, elle est intégrée au réseau de transport en commun de l'agglomération havraise, ce qui permet aux voyageurs de choisir entre un titre de transport SNCF ou un billet du réseau des transports urbains de la ville.
En 2014, c'est une gare voyageurs d'intérêt local (catégorie C : moins de 100 000 voyageurs par an de 2010 à 2011), qui dispose d'un quai, d'une longueur utile de 40 m, pour la voie unique, et d'un abri.
En 2015, la SNCF estime la fréquentation annuelle à 991 voyageurs.
La liaison ferroviaire Le Havre – Montivilliers – Rolleville (réseau TER Normandie) est supprimée en septembre 2024, pour être ultérieurement remplacée jusqu'à Montivilliers par la ligne C du tramway (dont la mise en service est prévue en 2027 ; des autobus assurent une substitution jusqu'à cette échéance).

## Patrimoine ferroviaire
L'ancien bâtiment voyageurs d'origine, désaffecté du service ferroviaire, est devenu une école.

## Galerie de photographies

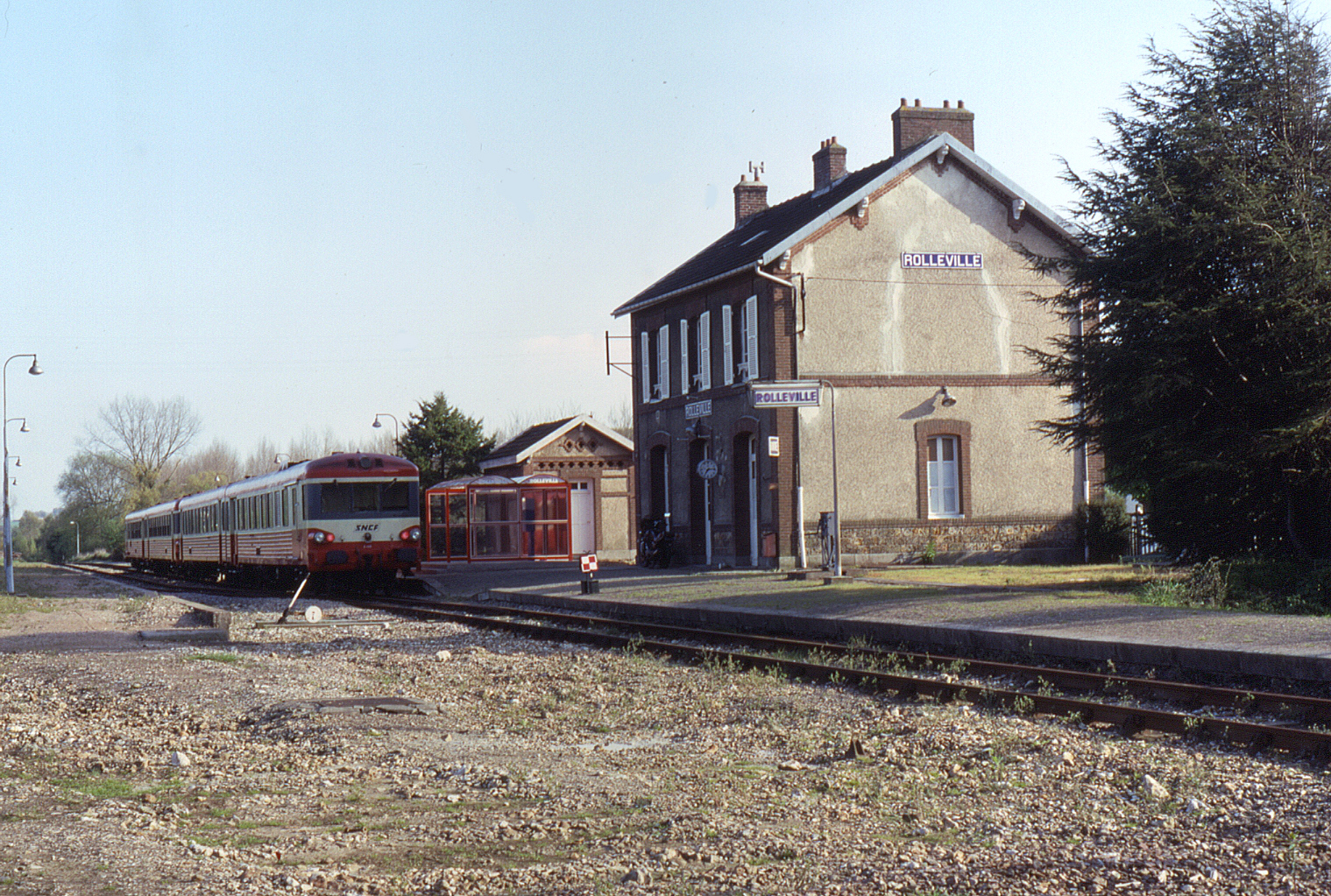
La gare en 1992.
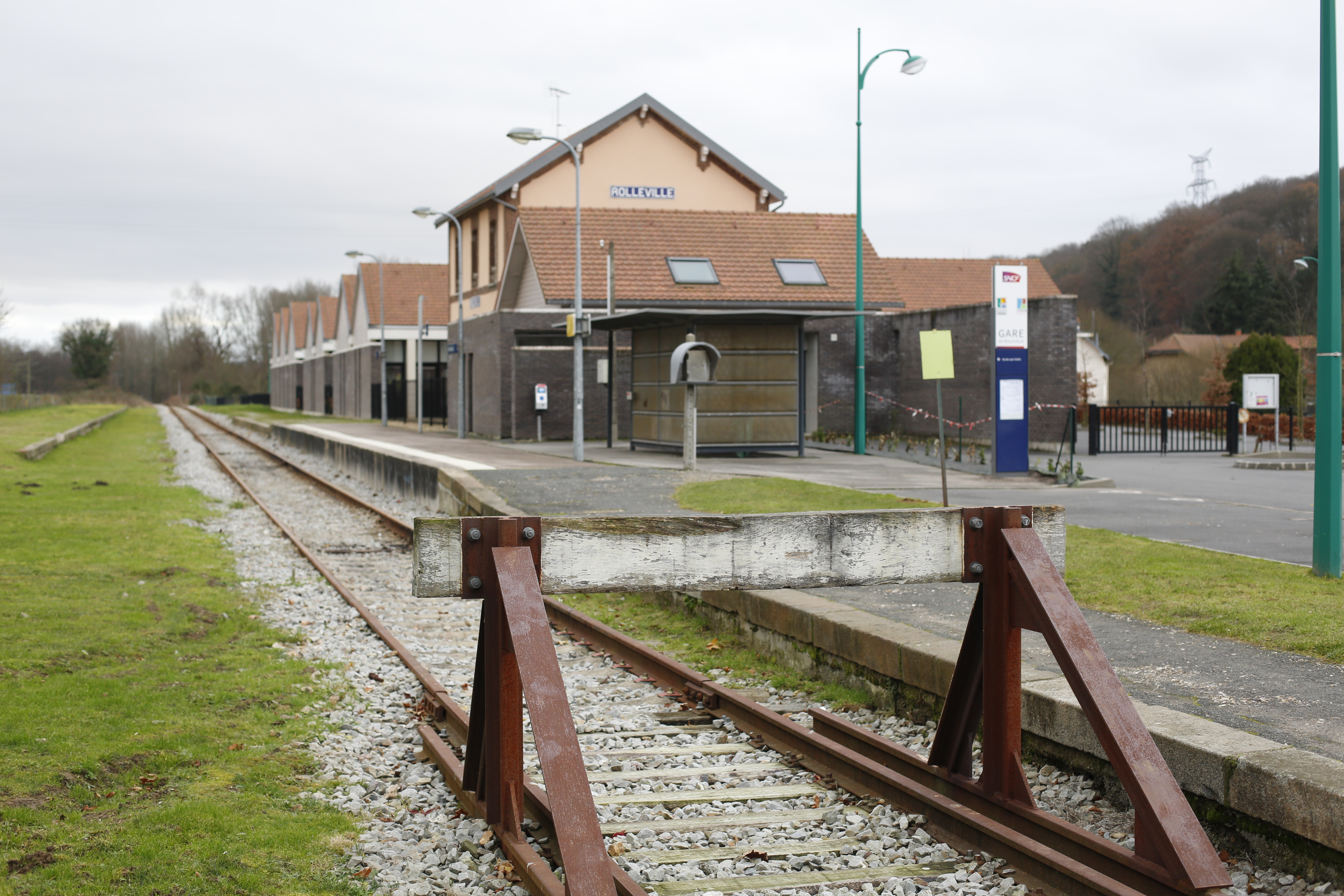
Le heurtoir marquant la fin de la section exploitée.
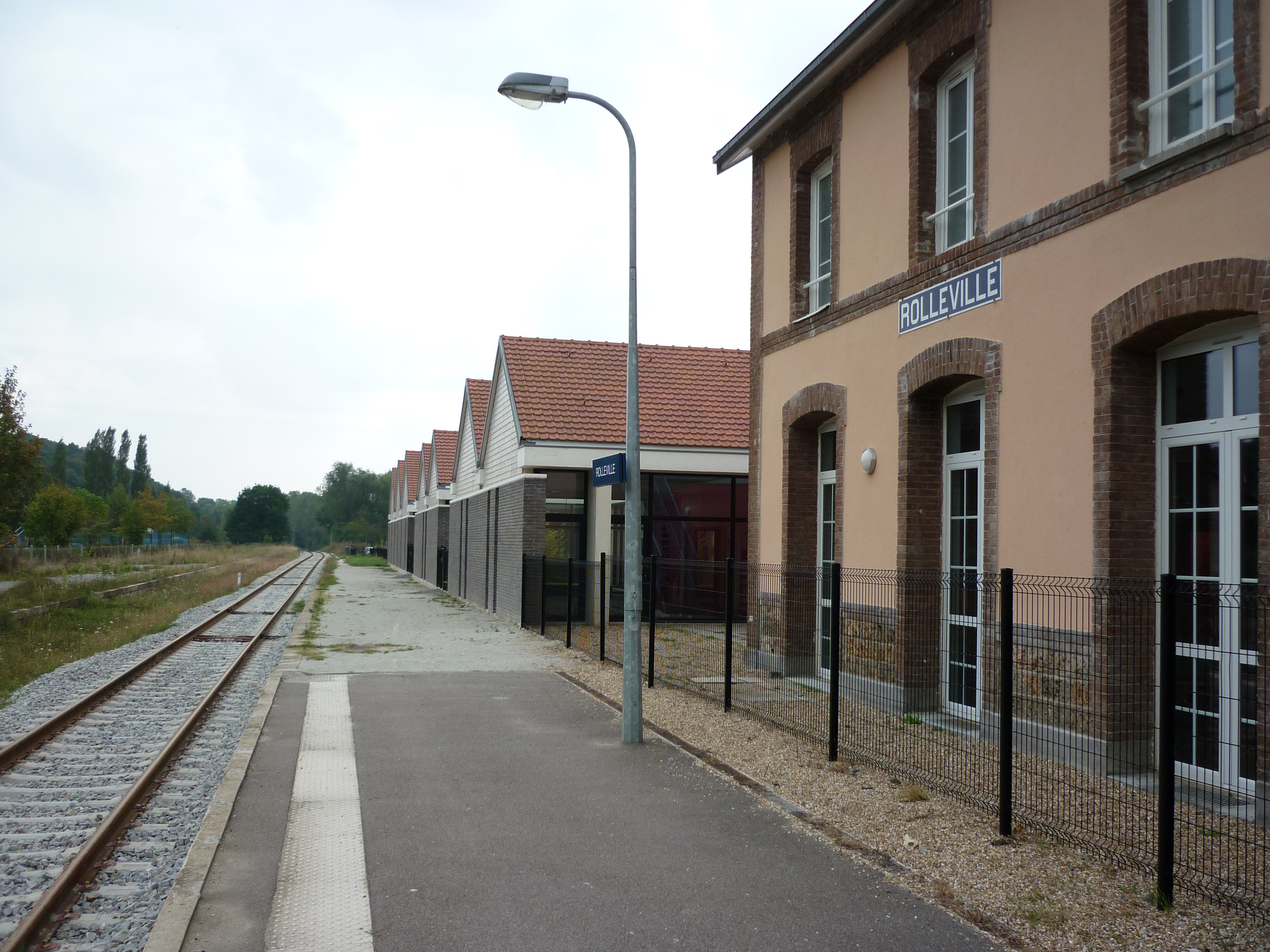
Voie, quai et anciens bâtiments.